# Priapulopsis bicaudatus
Priapulopsis bicaudatus är en djurart som tillhör fylumet snabelsäckmaskar, och som först beskrevs av Johan Koren och Daniel Cornelius Danielssen 1868.  Priapulopsis bicaudatus ingår i släktet Priapulopsis och familjen Priapulidae. Inga underarter finns listade i Catalogue of Life.